# 1384 w literaturze
Wydarzenia literackie w 1384 roku.

## Zmarli
- John Wycliffe, angielski reformator religijny